# Diecezja Ciudad Victoria
Diecezja Ciudad Victoria (łac. Dioecesis Civitatis Victoriensis) – diecezja Kościoła rzymskokatolickiego w Meksyku, sufragania archidiecezji Monterrey.

## Historia
21 grudnia 1964 roku papież Paweł VI konstytucją apostolską Cum sit Ecclesia erygował diecezję Ciudad Victoria. Dotychczas wierni z tych terenów należeli do diecezji Matamoros i Tampico.

## Ordynariusze
- José de Jesús Tirado Pedraza (1965 - 1973)
- Alfonso de Jesús Hinojosa Berrones (1974 - 1985)
- Raymundo López Mateos OFM (1985 - 1994)
- Antonio González Sánchez (1995 - 2021)
- Oscar Efraín Tamez Villarreal (od 2021)